# Pannenkoek2012
 (décembre 2018).

Scott Buchanan (né en 1994), plus connu sous le pseudonyme pannenkoek2012, est un vidéaste américain. Il est connu pour ses vidéos très techniques détaillant les mécaniques de Super Mario 64, dans lesquelles il explique les techniques qu'il utilise pour terminer des niveaux du jeu tout en réussissant des défis auto-imposés, tels que ne pas utiliser certains boutons ou le joystick en complétant les objectifs dans le jeu. En 2014, il réussit à récupérer une pièce jusqu'alors supposée impossible à obtenir dans le niveau « Île Grands-Petits ». En 2015, il a offert une prime de 1 000 $ pour quiconque arriverait à reproduire un certain glitch dans Super Mario 64.

## Vidéos surSuper Mario 64
Super Mario 64 a été le premier jeu auquel Buchanan a joué lors qu'il était enfant. En 2013, avant de terminer ses études, Buchanan a commencé à mettre en ligne sur sa chaîne YouTube pannenkoek2012 des vidéos dans lesquelles il accomplit des objectifs de Super Mario 64 sans sauter. Bien que la compétence principale de Mario est considérée être sa capacité à sauter de plateforme en plateforme, pannenkoek2012 a essayé de faire l'intégralité de Super Mario 64 sans jamais appuyer sur le bouton A (qui permet de sauter), en se servant des dangers environnementaux et de la capacité de plongeon de Mario.
pannenkoek2012 a fait un grand nombre de vidéos approfondies décrivant les mécaniques de Super Mario 64, qu'Allegra Frank de Polygon décrit comme « des cours de programmation » à la fois informatives et impénétrables. Dans une vidéo, pannenkoek2012 explique comment le joueur peut affecter le générateur de nombres aléatoires de Super Mario 64, pour faire cligner des yeux les Bob-ombs ou détermine la vitesse la chute des pièces. Malgré la nature très technique de ces vidéos, ses nouvelles vidéos font des dizaines de milliers de vues.

### Défi du bouton A

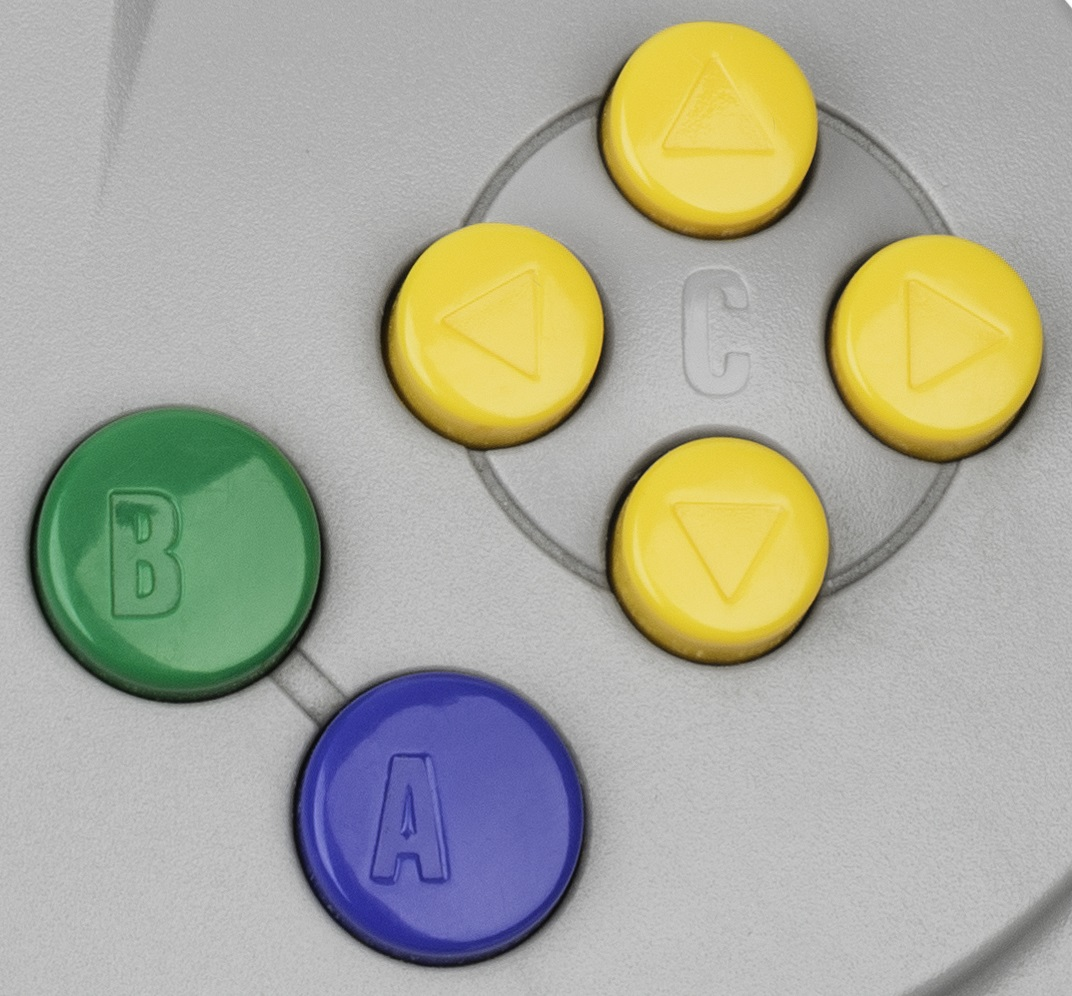
Un gros plan d'une manette de Nintendo 64 montrant le bouton A (en bleu), que pannenkoek2012 s'est mit au défi de ne pas utiliser.

Depuis août 2013, pannenkoek2012 s'est mis au défi de finir Super Mario 64 en appuyant sur le bouton A aussi peu de fois que possible. L'intérêt de ce challenge repose dans le fait que le bouton A permet de faire sauter Mario, une manœuvre presque obligatoire dans un jeu de plateforme comme Super Mario 64,. Dans une vidéo, pannenkoek2012 a montré qu'il était capable de récupérer l'objectif du niveau « Vol du Mario ailé » sans utiliser le bouton A en se servant de glitchs lui permettant de « cloner » un grand nombre de Goomba, personnages du jeu, pour en former une échelle. Ce challenge lui a pris deux ans de planification pour y arriver et la vidéo a pris 55 heures à être réalisée. Le 12 janvier 2016, pannenkoek2012 a mis en ligne une vidéo commentée pour l'objectif du niveau « Attention aux boulets ». Les moments forts de cette vidéo incluent une explication de sa notation « half-A press », son utilisation d'un glitch d'hypervitesse pour atteindre des « univers parallèles » (un glitch de collision causé par un dépassement d'entier), ses méthodes pour manipuler les mouvements des Arayées, et de nombreuses autres techniques qui ne sont presque jamais observées dans une utilisation normale du jeu, pour obtenir l'étoile en appuyant seulement 0.5 fois sur le bouton A. Cette stratégie prenait initialement douze heures de jeu du début à la fin, dont la plus grande partie a été utilisée pour « acquérir » assez de vitesse (exploiter un glitch permettant au joueur d'atteindre une vitesse en jeu pratiquement illimitée) pour le mouvement vers un « univers parallèle »,, mais qui depuis a été réduite à 5,4 heures. Après sa publication, la vidéo a été commentée et parodiée en ligne,. En réponse à la vidéo, Nadia Oxford de USGamer a noté que le travail de pannenkoek2012, ainsi que celui de plusieurs joueurs de jeu vidéo de haut niveau, est d'un grand intérêt pour des scientifiques dans différents domaines. Elle a fait remarquer que les analyses des mécaniques de Super Mario 64 par pannenkoek2012 peuvent être d'intérêts pour les mathématiciens et physiciens, et a dit qu'il pouvait également y avoir des implications sociologiques car on pourrait se demander pourquoi un tel groupe de personnes ressentent l'envie de connaître un jeu dans ses moindres détails et d'en abuser les mécaniques comme pannenkoen2012 le fait.

### Pièces impossibles
En juin 2014, pannenkoek2012 réussit à récupérer ce qui était connu comme « la pièce impossible » (« the impossible coin »), un item caché dans le niveau « Île Grands-Petits » de Super Mario 64 et jusque là considérée impossible à atteindre. En 2002, la pièce a été découverte par un membre du forum Super Mario 64 de GameFAQs dénommé Josiah. La pièce a été placée sous le sol, probablement par erreur par l'un des développeurs du jeu. Considérée impossible à obtenir, la pièce a été surnommée « la pièce impossible » ; pannenkoek2012 a réussi à la récupérer par l'utilisation d'un outil lui permettant de sauter et de donner un coup de pied pendant une unique image en sortant de l'eau. pannenkoek2012 a noté qu'il devrait être possible de récupérer la pièce sans l’utilisation d'outil, mais que cela serait très difficile et demanderait beaucoup de pratique.
Dans le niveau « Bowser des cieux » de Super Mario 64, pannenkoek2012 a découvert un Goomba placé par erreur tout en bas du niveau, qu'il a surnommé « le Goomba mystère » (« the Mystery Goomba »). Vu que les Goomba lâchent une pièce quand ils sont tués, et que ce Goomba semble actuellement impossible à tuer, il a appelé la pièce tenue par le Goomba mystère la nouvelle pièce impossible. En octobre 2016, pannenkoek2012 a découvert une autre « pièce impossible » dans le niveau « Île Grands-Petits ». Il a affirmé que la version élargie du niveau avait une ligne de quatre pièces, alors que les lignes de pièces dans le jeu sont toujours composées de cinq pièces. Il a prouvé qu'il existait bien une cinquième pièce qui causait le déclenchement d'un fail-safe, jamais déclenché par n'importe quelle autre pièce du jeu.

### Autres vidéos
En août 2015, le streamer Twitch DOTA TeaBag a découvert un glitch dans le niveau « Horloge Tic-Tac » Super Mario 64, faisant que Mario se téléporte soudainement vers le haut dans le niveau. Le glitch, surnommé upwarp, a attiré l'attention de pannenkoek2012 et d'autres joueurs, étant donné que trouver comment utiliser ce glitch permettrait aux joueurs de passer de grandes parties du jeu, ou de finir le jeu avec moins d'utilisations du bouton A. Si les joueurs de haut-niveau pouvaient reproduire l'upwarp de manière fiable, cela leur permettrait de gagner quelques secondes pendant un speedrun. pannenkoek2012 a offert une prime de 1 000 $ à quiconque serait capable de reproduire le glitch et de lui envoyer les informations de jeu,. La prime n'a pas été réclamée, mais le glitch a été reproduit en modifiant un unique bit de la mémoire vive concernant la taille de Mario. Une hypothèse suggère qu'un rayonnement cosmique est responsable du changement du bit.
pannenkoek2012 a commencé à travailler sur une vidéo détaillant le fonctionnement de la géométrie de Super Mario 64 pendant l'été 2016. Il a fini la vidéo en mai 2017 et la publia avec comme titre « Walls, Floors & Ceilings » (« Murs, sols, et plafonds »). La vidéo explique en détail comment le mouvement de Mario est mesuré dans le jeu – ce qui dépend de la position de Mario sur le sol, en l'air, ou dans l'eau – et de la façon dont le personnage interagit avec les masques de collision des objets sur son chemin. pannenkoek2012 a noté qu'il considérait les informations dans la vidéo « extrêmement importantes », car il a utilisé ces informations pour l'aider à exécuter ou rejeter des stratégies depuis des années. Le site web Gamasutra a décrit cette vidéo comme « une fouille passionnée dans les détails les plus granulaires du level design »,. Depuis, pannenkoek2012 a mis en ligne deux autres vidéos sur le sujet, respectivement titrées « Walls, Floors, & Ceilings Part 2 » et « Walls, Floors, & Ceilings Part 3 ». Ces vidéos contiennent plus d'analyses en profondeur du fonctionnement des mécaniques de masques de collision.